# 3224 Irkutsk
3224 Irkutsk (1977 RL6) là một tiểu hành tinh vành đai chính được phát hiện ngày 11 tháng 9 năm 1977 bởi Chernykh, N. ở Nauchnyj.